# Nicolas Loir
Pour les articles homonymes, voir Loir.
 (juillet 2024).
Si vous disposez d'ouvrages ou d'articles de référence ou si vous connaissez des sites web de qualité traitant du thème abordé ici, merci de compléter l'article en donnant les références utiles à sa vérifiabilité et en les liant à la section « Notes et références ».
Nicolas Loyr, dit aussi Nicolas Loir est un peintre et graveur français, né à Paris en 1624, et mort dans la même ville le 6 mai 1679.

## Biographie

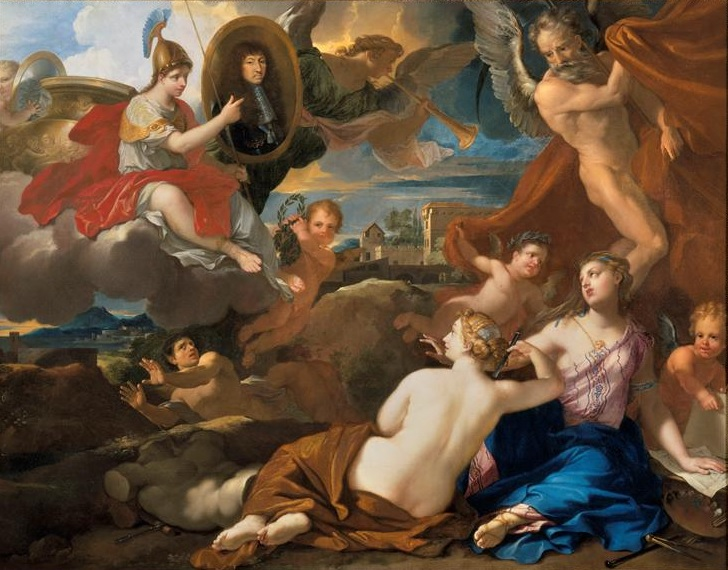
Allégorie de la fondation de l'Académie royale de peinture et de sculpture, Versailles, musée national du château.

### Jeunesse
Né dans une famille d'orfèvres, Nicolas Loir est le fils aîné de Nicolas I Loir, orfèvre reçu le 29 octobre 1616, et le frère aîné d'Alexis I Loir (1640-1713). Il devient l'ami d'André Félibien (1619-1695) et l'élève de Sébastien Bourdon (1616-1671), rencontré chez Louis I Du Guernier (1614-1659), allié à des orfèvres et des joailliers[Quoi ?].

### Voyage en Italie (1647 - 1649)
Il se rend en Italie de 1647 à 1649, où il découvre l'œuvre de Nicolas Poussin (1594-1665) et, notamment, les décors de Raphaël et du Guerchin (1591-1666) en compagnie d'André Félibien, devenu secrétaire d'ambassade, en visitant notamment la collection du chevalier Cassiano dal Pozzo, et les collections artistiques de nombreuses « vignes » (maisons de campagnes de la noblesse papale), où ont parfois lieu des fouilles archéologiques. Ils se rendent aussi a Grottaferrata, ou Le Dominiquin (1581-1641) a peint plusieurs compositions, et il réalise des œuvres s'inspirant de Poussin comme de maîtres italiens. Le seul dont on a trace est son Darius visitant le tombeau de Sémiramis, qui obtient un certain succès (non retrouvé). Les adaptations ou les hommages qu'il réalise des œuvres de Poussin ont souvent été prises pour des originaux.

### Retour en France
De retour en France, il réalise en 1650 pour la Confrérie des orfèvres un May pour Notre-Dame de Paris (Saint Paul rend aveugle le faux prophète Barjesu et converti le proconsul Sergius). Il reçoit des commandes de particuliers, peint des retables et des tableaux pour les édifices religieux : Le Christ apparaissant à sainte Thérèse pour les Carmes Déchaux (non retrouvé), la Prise d'habit de Saint Guillaume d'Aquitaine pour le parloir des Feuillants de la rue Saint-Honoré, une Sainte Marie l'Égyptienne au couvent des carmélites de la rue Saint-Jacques à Paris (Marseille, musée des Beaux-Arts), et des décorations pour des intérieurs privés : galerie de l'hôtel de Senneterre (détruit par le percement de la place des Victoires), plafond et voussures de l'Hotel de Vigny. Il réalise plusieurs décors dont un grand salon et une galerie pour Henri du Plessis-Guénégaud dans son château du Plessis-Belleville. Avec l'aide fréquente de son beau-père, Jean I Cotelle (1607-1676), spécialiste du camaïeu, il réalise de nombreux décors au château de Vincennes, aux Tuileries, à Versailles (dont douze tableaux pour l'appartement de la reine Marie-Thérèse). Certaines de ces dernières toiles seront ensuite placées au château de Meudon. Il travaille aussi à Saint-Germain-en-Laye pour la marquise de Montespan.
Il a peint et gravé lui-même plusieurs Sainte Famille, des compositions mythologiques et une série d'études de visages.

### Membre de l'Académie royale en 1663

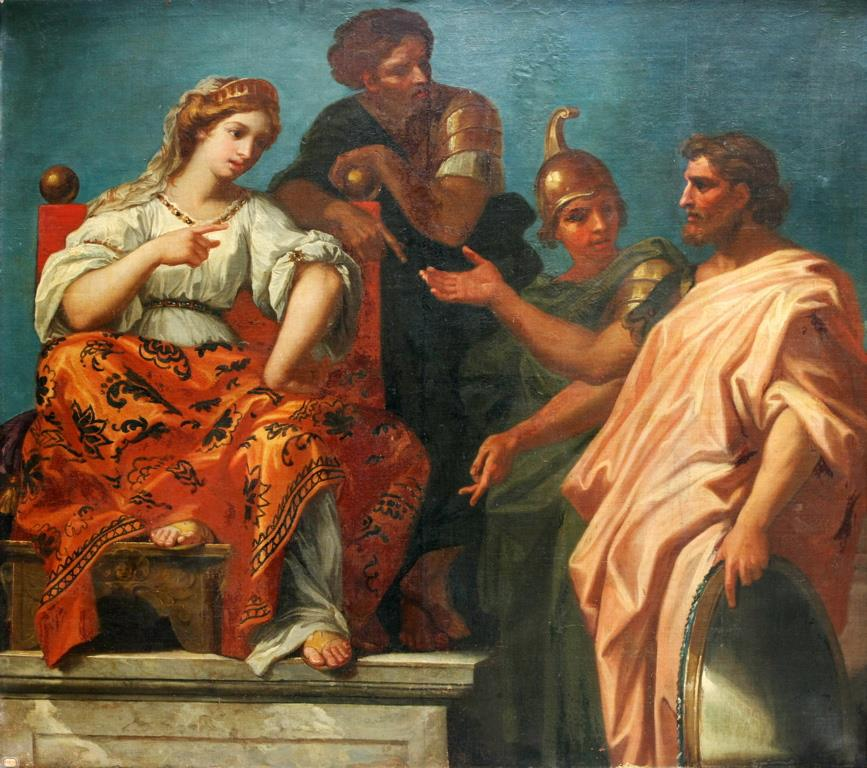
Reine donnant audience à un vieillard. Placé à Versailles puis à Meudon.

Il entre à l'Académie royale de peinture et de sculpture avec l'appui de Charles Le Brun en 1663. Il y devient successivement professeur, puis adjoint et recteur. Très occupé sur les chantiers royaux, il ne présente son morceau de réception qu'en 1666 : Les Progrès de la Peinture et de la Sculpture sous Louis XIV. Il fournit aussi des dessins de broderies pour la Manufacture des Gobelins. C'est pour relever un défi entre peintres qu'il s'engage à traiter douze Saintes familles toutes différentes, qui seront gravées.

### Postérité
Il épouse Marguerite Cotelle, sœur du peintre Jean II Cotelle, avec qui il a deux enfants.
Il laisse à sa mort 200 tableaux dont son frère, ainsi que Cochin[Lequel ?], Boulanger[Lequel ?] et d'autres, feront de nombreuses estampes. Jean Tiger (1623-1698) réalisa un portrait de Nicolas Loir le représentant tenant un dessin figurant Hercule sur le bûcher, œuvre conservée au musée du château de Versailles.
Dézallier d'Argenville, qui posséda plusieurs de ses dessins, dont certains rehaussés en couleurs, nous dit que c'était un homme d'un tempérament doux et modeste, profondément honnête, très estimé de ses contemporains, y compris comme portraitiste.

## Publications
Des recueils de gravures d'ornements, de « plafonds à la moderne », et le texte de ses Conférences, notamment celle prononcée devant le Déluge de Nicolas Poussin.

## Œuvres dans les collections publiques

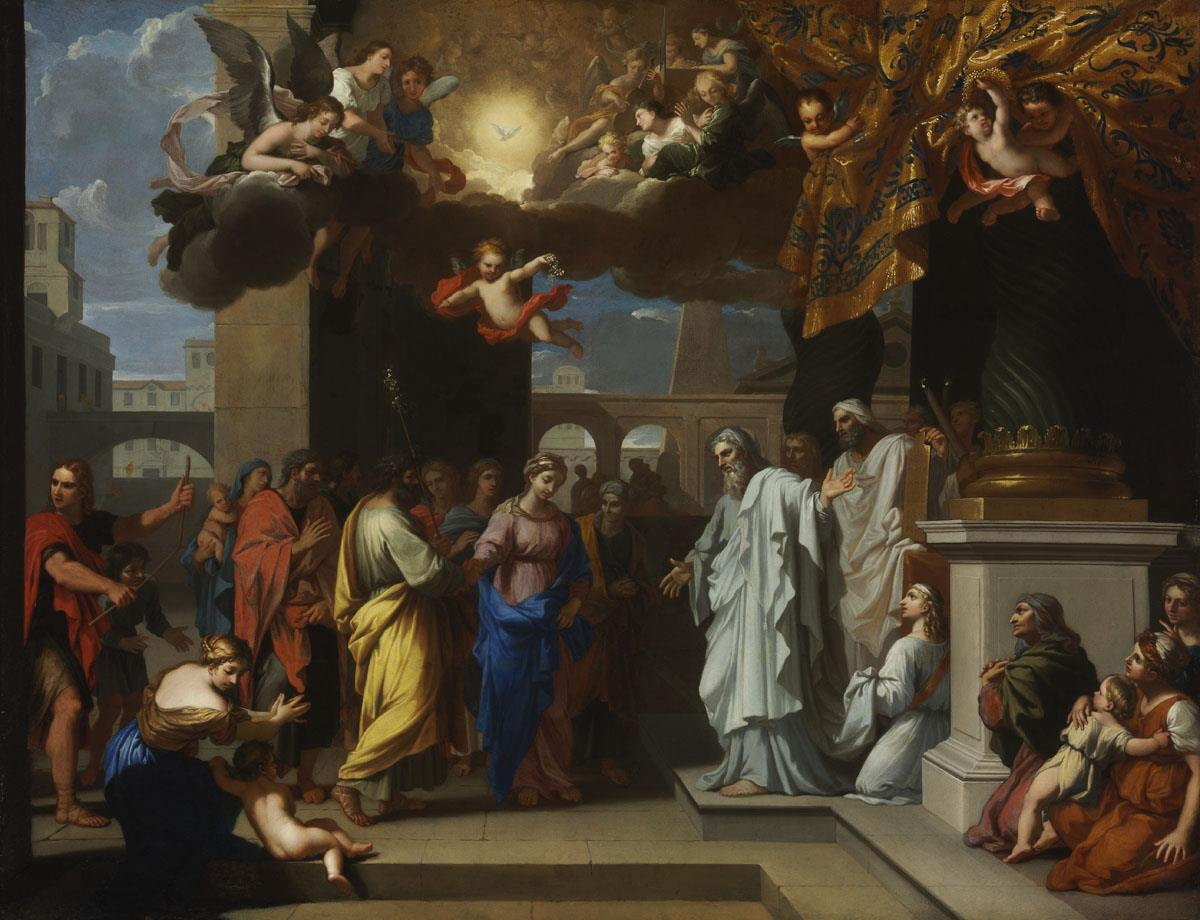
Le mariage de la Vierge, musée de Budapest, 1660.

### En France
- Angers, musée des beaux-arts :
  - Moïse sauvé des eaux ;
  - Eliézer et Rébecca ;
- Bourg-en-Bresse, musée de Brou : Pithopolis femme de Pithes, ou Pithopolis faisant servir des mets en or ;
- Cherbourg, musée des beaux-arts  (non retrouvés):
  - Bérénice et Ptolémée ;
  - Policrite ;
- Dijon, musée des beaux-arts :
  - Allégorie de l'Aurore (dessin)
- Paris :
  - cathédrale Notre-Dame de Paris : Saint-Paul convertissant le proconsul Sergius en rendant aveugle le prophète Elymas ;

- - musée du Louvre :

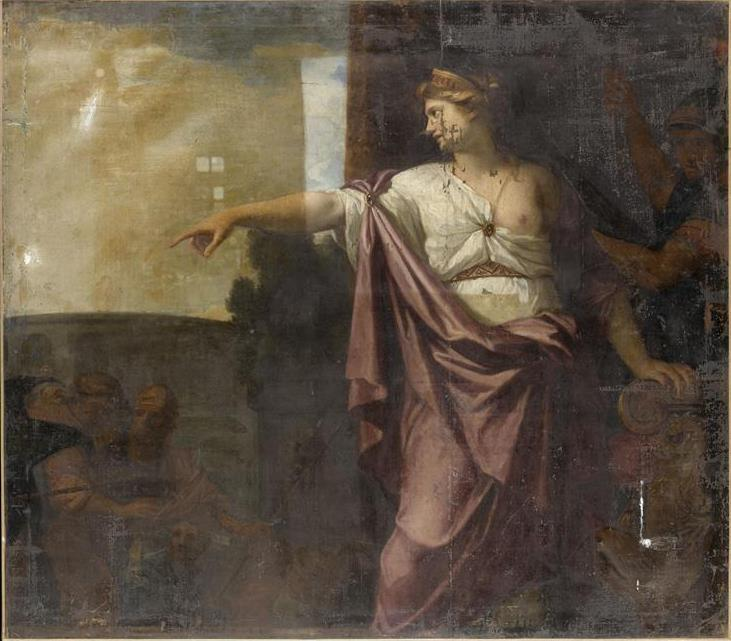
Reine s'adressant à ses soldats, musée du Louvre. Ce tableau fut placé à Versailles, puis à Meudon.

    - Mercure présentant Psyché à Jupiter, deux dessins ;
    - Composition mythologique pour la décoration d'un plafond, dessin
    - Étude de trois anges sur des nuages, dessin ;
    - Reine s'adressant à des soldats, huile sur toile ;
    - Prise d'habit de Saint-Guillaume d'Aquitaine, huile sur toile ;
    - ' 'La Nativité' ' (ancienne attribution à Sébastien Bourdon) ;

  - hôtel de Senneterre : galerie de peinture, détruite par la construction de la place des Victoires ;
- palais des Tuileries :
  -     - Le Soleil assis sur son char avec plusieurs figures représentant les heures accompagnées des quatre parties du jour, antichambre des appartements du roi
    - plafond en trompe l'oeil ; voussures et quatre bas-reliefs imitant le bronze aux quatre coins du plafond, salle des Gardes ;
- Marseille, musée des beaux-arts : Sainte Marie l'égyptienne ;
- Montpellier, musée Fabre
- L'Annonciation, huile sur papier
- Quimper musée des Beaux-Arts
  - ' ' Moïse sauvé des eaux' ';
- Rennes, musée des beaux-arts :
  - Le Repos de la Sainte famille en Égypte, huile sur toile ;
  - Saint-Paul rendant aveugle le faux prophète, huile sur toile ;
  - L'Annonciation, huile sur cuivre ;
- Saint-Germain-en-Laye, château de Saint-Germain-en-Laye :
  - Deux femmes tenant une couronne de laurier ;
  - Flore entourée des Amours ;
- Sceaux, château : Colbert protecteur des arts (1670, dépôt de la Atkinson Art Gallery de Southampton)
- Versailles, château de Versailles :
  - Allégorie de la Fondation de l'Académie royale de peinture et de sculpture, ou Progrès des arts du dessin sous le règne de Louis XIV, ou Minerve et les arts, huile sur toile ;

### En Hongrie

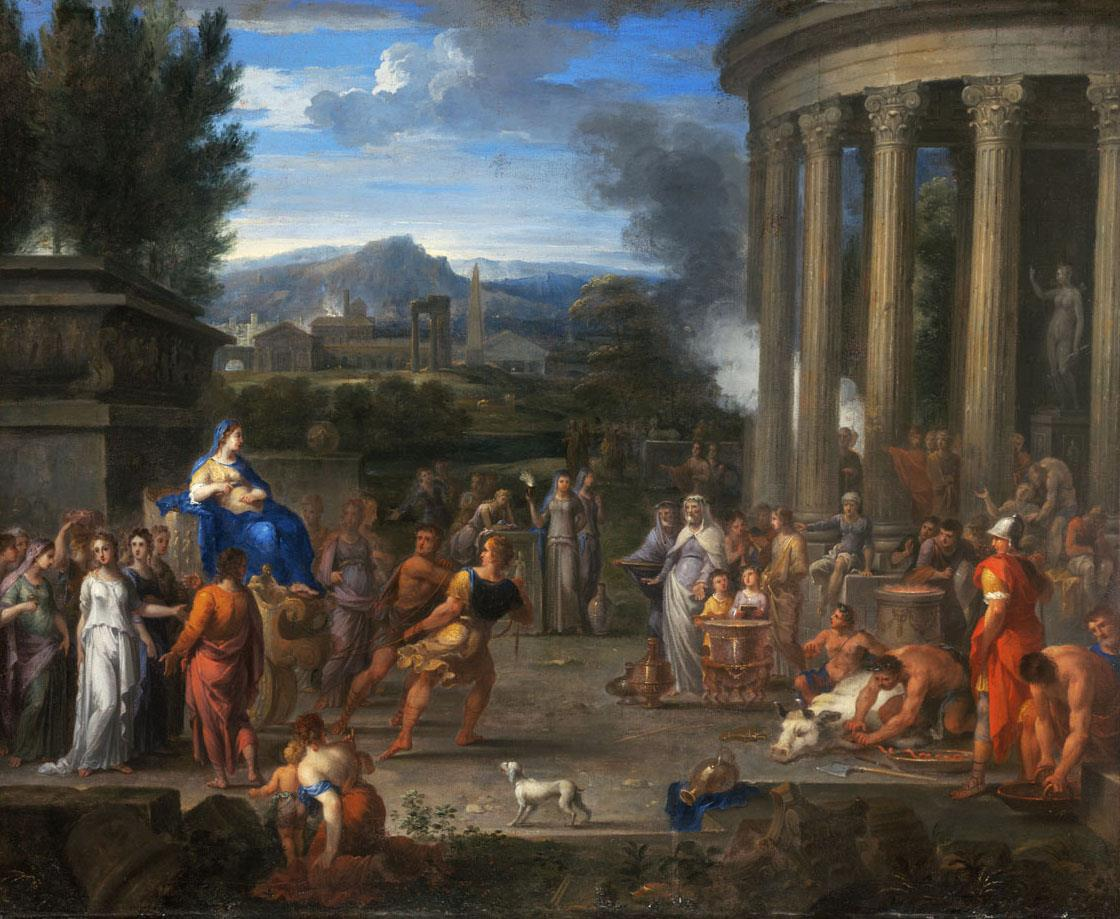
Cléobis et Biton, musée des Beaux-Arts de Budapest.

- Budapest, musée des beaux-arts :
  - Le mariage de la Vierge

### En Autriche
Salzbourg, Residenz
- - Cléobis & Biton

## Hommage
Un cabinet de l'hôtel de Vigny à Paris conserve le seul décor in situ, réalisé avec son beau-frère Jacques Gervaise.